# 38-я истребительная авиационная дивизия (1950)
 38-я истребительная авиационная дивизия (38-я иад) — воинское соединение вооружённых СССР в составе войск ПВО.

## История наименований
За весь период своего существования дивизия наименования не меняла:
- 38-я истребительная авиационная дивизия;
- 38-я истребительная авиационная дивизия ПВО.

## Формирование
38-я истребительная авиационная дивизия сформирована 23 декабря 1950 года а составе 72-го гв. иак в соответствии с Директивой Военного министра СССР для руководства авиачастями, предназначенными для дислокации на вновь строящихся и реконструируемых аэродромах Туркменистана. Формирование дивизии и 152-го иап ПВО проводилось в Самарканде. В состав дивизии вошли вновь формируемые 152-й , 156-й  и 188-й истребительные авиационные полки.

## Расформирование
38-я истребительная авиационная дивизия в соответствии с директивой Главного штаба Войск ПВО страны к 15.02.1961 году переформирована в г. Мары в управление 17-й дивизии ПВО.

## В составе объединений
| Дата          | Округ (район) ПВО   | Армия ПВО                               | Корпус ПВО                                             |
| ------------- | ------------------- | --------------------------------------- | ------------------------------------------------------ |
| 01.12.1950 г. | Бакинский район ПВО |                                         | 72-й гвардейский истребительный авиационный корпус ПВО |
| 21.10.1952 г. | Бакинский район ПВО | 42-я воздушная истребительная армия ПВО | 72-й гвардейский истребительный авиационный корпус ПВО |
| 01.01.1954 г. | Бакинский округ ПВО | 42-я воздушная истребительная армия ПВО | 72-й гвардейский истребительный авиационный корпус ПВО |
| 01.05.1960 г. | Бакинский округ ПВО |                                         | 30-й отдельный корпус ПВО                              |

## Части и отдельные подразделения дивизии
Состав дивизии изменения не претерпевал, в её состав входили полки:
| Период                        | Части                                     | Примечание                    |
| ----------------------------- | ----------------------------------------- | ----------------------------- |
| 01.12.1950 г. — 15.02.1961 г. | 152-й истребительный авиационный полк ПВО | Ак-Тепе, Як-3, МиГ-15, МиГ-17 |
| 01.12.1950 г. — 15.02.1961 г. | 156-й истребительный авиационный полк ПВО | Мары, МиГ-15, МиГ-17          |
| 01.12.1950 г. — 15.02.1961 г. | 188-й истребительный авиационный полк ПВО | Ашхабад, МиГ-15, МиГ-17       |
| 01.05.1950 г. — 15.02.1961 г. | 735-й истребительный авиационный полк ПВО | Ханабад , МиГ-17              |

| МиГ-17 | МиГ-15 | МиГ-17 |

## Базирование
| Период      | Место базирования    |
| ----------- | -------------------- |
| 23.12.1950  | Самарканд,Узбекистан |
| 1951 — 1961 | Ашхабад,Туркмения    |